# 갭 본투락 콘서트
갭 본투락 콘서트(GAP BORN TO ROCK CONCERT)는 세계적인 캐주얼 브랜드 갭이 주최하는 대한민국의 록 콘서트이다.

## 개요
2008년, 갭 트루 뮤직 콘서트(GAP TRUE MUSIC CONCERT)라는 이름으로 시작하였으며 2009년부터 갭 본투락 콘서트로 이름을 변경하였다.

## 연혁
- 2008 갭 트루 뮤직 콘서트 - 2008년 9월 26일 ~ 27일, KT&G 상상마당 라이브홀
- 2009 갭 본투락 콘서트 - 2009년 9월 26일, KT&G 상상마당 라이브홀
- 2010 갭 본투락 콘서트 - 2010년 10월 2일, 악스코리아
- 2011 갭 본투락 콘서트 - 2011년 9월 17일, 악스코리아
- 2012 갭 본투락 콘서트 - 2012년 10월 6일, 악스코리아

## 넥스트 인디스타
넥스트 인디스타(Next Indie Star)는 본투락 콘서트에서 진행하는 신인발굴프로젝트이다. 선정된 팀은 갭 본투락 콘서트 야외 어쿠스틱 스테이지 출연자격과 활동지원금이 주어진다.
2011년
- 라온제나
- 블루 파프리카
- 판타스틱 드럭스토어 - 1위

2012년
- 클라시코 사운즈
- 밤에 피는 장미
- 김성윤

## 출연자

### 2008년
9월 26일
- 바비킴 & 부가 킹즈
- 가리온
- 허클베리 핀
- 더문샤이너스
- 킹스턴 루디스카

9월 27일
- 크라잉넛
- 이한철과 런런런어웨이즈
- 갤럭시 익스프레스
- 언니네 이발관
- 스웨터

### 2009년
- W & Whale
- 크라잉넛
- 요조
- 국카스텐
- 킹스턴 루디스카
- 안녕바다
- 포니

### 2010년
- 김창완 밴드
- 크라잉넛
- 국카스텐
- 킹스턴 루디스카
- 문샤이너스
- 언니네 이발관
- 10cm

### 2011년
- YB
- 크라잉넛
- 장기하와 얼굴들
- 킹스턴 루디스카
- 갤럭시 익스프레스
- 몽구스
- 리쌍

### 2012년
- 크라잉넛
- 국카스텐
- 윤하
- 킹스턴 루디스카
- 어반자카파
- 판타스틱 드럭스토어
- 형돈이와 대준이